# Extinción de incendios forestales

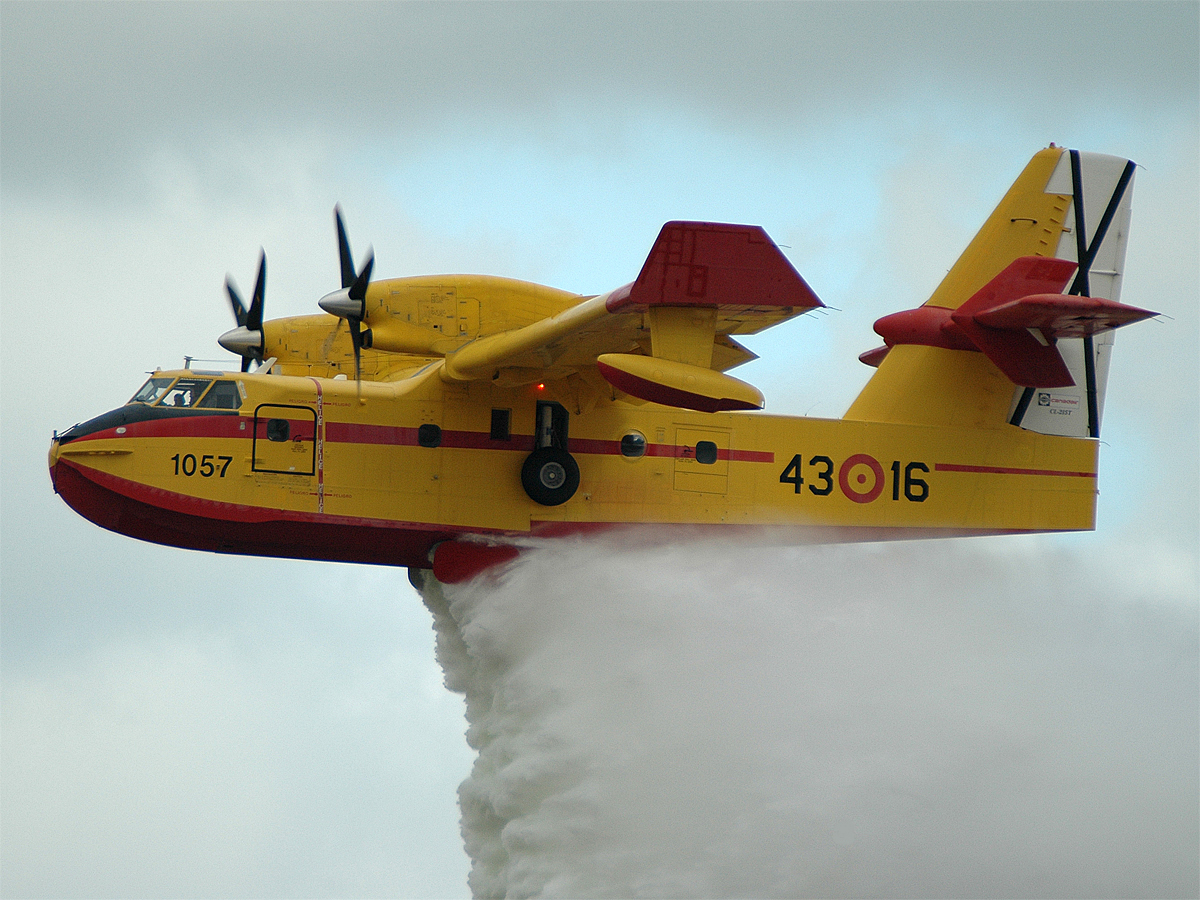
Hidroavión Canadair CL-415T, del ejercito español, en servicio contraincendios

La extinción de incendios forestales es una actividad de cuidado medioambiental y de seguridad pública que atañe a un diverso grupo de profesionales. Su ejecución gira en torno a tres ejes: el análisis para la extinción, las acciones para la extinción y las unidades intervinientes.

## Análisis para la extinción

### Caracterización de la tipología de incendios[1]
En primer lugar, analizamos la información procedente del registro oficial de fuegos de vegetación de los servicios forestales (desde 1968 en España) y la completamos con la documentación procedente de hemerotecas o bien archivos de entidades municipales o supramunicipales, de entrevistas con agentes forestales y algunos ciudadanos locales, con el objetivo de identificar la tipología de incendio en el área de estudio. 
Entendemos por “tipo de GIF”, aquella tipología de incendio forestal (esto es cómo se propaga, cuál es su eje de máxima propagación, si emite o no focos secundarios de incendio, etc) que presenta mayor probabilidad de manifestarse, asociada a unas determinadas condiciones meteorológicas (situación sinóptica). Una vez identificada la tipología de incendio y, por tanto, su patrón de propagación asociado a una determinada situación sinóptica (que por otro lado corresponde a aquella que presenta capacidad de originar un GIF), se analizó la interacción con la topografía y el combustible existentes, con la finalidad de identificar los principales ejes de propagación de los incendios y, a partir de ello, las oportunidades de ataque al mismo. Este análisis se hace siguiendo la metodología del Campbell Prediction System Language (CPSL) (http://www.dougsfire.com/) de CAMPBELL (1995). 
A modo de ejemplo, con vientos suaves, los fuegos se propagan guiados por la topografía, abarcando una o más cuencas hidrográficas. Sus ejes de propagación son los barrancos y las oportunidades para su control son las divisorias. Los llamamos fuegos topográficos y tienen varios subtipos (tipologías concretas de GIF) que no vamos a considerar en este artículo. Otro ejemplo, sería cuando el viento es fuerte y constante. Ahora, la tipología es “GIF conducido por el viento”. Sus ejes de propagación son las divisorias hidrográficas o crestas y las oportunidades de control están en los flancos del perímetro del fuego, en el comienzo de cada nueva cuenca. El frente principal (la cabeza) se controlará donde se acabe la cresta y, el crecimiento de los flancos en las crestas de segundo orden que dividen las cuencas de primer orden. En aquellos lugares que tenemos oportunidad de ataque al incendio (en nuestro análisis), procedimos a establecer los rodales resistentes al paso del fuego. En ellos, podremos anclar (controlar perimetralmente) lo incendios que se produzcan. Lo haremos mediante podas, claras, repoblaciones y quemas. 
¿Deben tener la misma respuesta todos los avisos confirmados de incendio forestal? Hay un planteamiento alternativo a "respuesta igual para todos" que nos insta a evaluar la potencialidad del incendio y darle la respuesta proporcionada o incluso limitarnos a monitorizarlo si sus efectos no va a ser importantes. Esto exige más formación de los cuadros de mando e intermedios; entre ellos la figura del analista de incendios forestales y otros especialistas en comportamiento del fuego. Además, es muy conveniente sacar lecciones aprendidas de incendios anteriores, bien documentados y analizados.
Aunque puede parecer en principio que la denominación del nombre es intrascendente, (Analista, Técnico de Apoyo, Jefe de Planificación, etc) es necesario dejar muy clara la potencialidad de este elemento técnico y por tanto las ventajas y sus atribuciones recomendadas allá donde ya se usa. Es necesario por tanto, aclarar toda discusión nominal con argumentos de peso.

### Justificación del puesto de analista[5]del comportamiento del fuego forestal
Aunque puede parecer en principio que la denominación del nombre es intrascendente, (Analista, Técnico de Apoyo, Jefe de Planificación, etc) es necesario dejar muy clara la potencialidad de este elemento técnico y por tanto las ventajas y sus atribuciones recomendadas allá donde ya se usa. Es necesario por tanto, aclarar toda discusión nominal con argumentos de peso. 
¿Porqué el término Analista?: 
-	Primero, porque el correcto análisis de la propagación de un incendio forestal es un requisito fundamental para la seguridad del personal y para la eficacia sobre el control de unos incendios cada vez más complejos. La simple potencialidad o no de una emergencia de este tipo puede marcar la diferencia entre colapso del sistema por infravaloración en el envío de recursos (el incendio se escapa) o colapso del sistema por sobrevaloración y simultaneidad de eventos (un incendio inicial con muchos medios y otro con pocos). Pero además la figura de un analista es especialmente importante en los incendios de una cierta entidad o tamaño o simplemente con cierta virulencia y riesgo importante en las operaciones. Es típico observar en muchos dispositivos al personal técnico demasiado atareado gestionado medios en el Puesto de Mando, cuyo gracioso símil sería el de un “hombre orquesta” (toca muchos instrumentos a la vez). El Director de Extinción suele atender dos emisoras, teléfono y debe coordinarse allí con muchos responsables, con lo que no le queda tiempo para ver el incendio en su generalidad. 
-	En segundo lugar, toda tarea importante (como hemos dicho antes que es la de este análisis) requiere una dignificación; esto es un nombre con solera para ese puesto de trabajo que ha de distinguirse de otros de distinta función y relevancia. Nosotros consideramos que los técnicos provenientes de la extinción, en muchos dispositivos desterrados a la redacción de proyectos y dirección de obras cuando ya no son tan jóvenes (como sucede con los técnicos de brigadas helitranportadas) son personal muy válido, con experiencia y con una buena base para formarse y posteriormente trabajar como analistas evitando así la pérdida de toda su saber hacer (Quesada et al. 2008).
-	Y, en tercer lugar, aunque muy relacionado con el anterior, para incentivar y afianzar esta nueva actividad (la de analista) se requiere una estandarización del lenguaje a emplear para poder avanzar en estructuras como las administrativas que si no, no evolucionan adecuadamente, siendo lo más fácil siempre mantenerse sin cambios. Por ello, llamemos a las cosas por su nombre o incluso por el mejor de sus nombres posibles y que a nuestro juicio es el de Técnico Analista. Que es una manera abreviada de técnico analista de la propagación del incendio forestal (que evidentemente resultaría muy largo. Así, tenemos el puesto de trabajo de Analista de Incendios Forestales cuya principal ventaja es la de ser un experto en propagación del incendio forestal y en la optimización de estrategias según tipologías prestablecidas.

### El analista en el dispositivo
Por todo lo visto anteriormente, recomendamos la generalización del puesto de Analista de Fuegos Forestales en los dispositivos contra incendios (GRILLO et al. 2008, MOLINA et al. 2007). A nuestro entender, este es un puesto de trabajo que mejora notablemente la gestión de los incendios del siglo XXI con procedimientos más eficaces y más seguros, basados en el mejor conocimiento disponible (científico y técnico) de cómo se comportan y propagan los fuegos forestales, qué efectos tienen, qué dificultades aparecen en su control perimetral y un uso en maniobras especializadas como son los contrafuegos o fuego técnico. 
Sería de desear que no se produzcan más atrapamientos de bomberos forestales debido a lo que algunos han llamado “olas de fuego imprevistas” y que muchas veces no han sido otra cosa que o bien una falta de seguimiento de los protocolos de seguridad (LACES-OCEL, etc.) o bien una falta de previsión (anticipación) de un cambio lógico de la meteorología o del comportamiento del fuego en un sitio que debería haberse identificado antes como crítico, no seguro. 
La seguridad se ha protocolizado para la entrada y combate del fuego desde hace años, como el mencionado LACES norteamericano, aquí conocido como OCEL. Otros pueden derivarse de la aplicación de los conceptos explicados Grillo et al (2008) como son CPSL y Zona del Hombre Muerto. Estos últimos llevan menos tiempo entre nosotros pero son muy buenos complementos al protocolo LACES. Ahora bien, demandan una mayor formación, una más detallada lectura de los elementos y, por último, un cuidadoso análisis de la emergencia por incendios forestales, justo lo que se le supone al analista.
Por otra parte en la actualidad, el ámbito de los servicios de emergencia contra incendios forestales no se circunscribe únicamente a la extinción en meses estivales y a unas actuaciones, en ocasiones no lo suficientemente razonadas, sobre el combustible forestal el resto del año. Ahora, necesitamos: Primero, un enfoque coste-eficiencia en nuestras acciones. Para esto, un buen análisis del comportamiento del fuego será imprescindible. Y, segundo, toda una batería de conocimientos multidisciplinares. Entre ellos, la gestión de combustibles mediante el uso del fuego técnico (quemas prescritas, contrafuegos, quemas de ensanche, quemas de definición de perímetro,…), el entender el papel del fuego dentro de los ecosistemas (estudio del régimen de incendios y piroecología de las especies), o el estudio del comportamiento del fuego (tipologías de propagación de incendios, simuladores de la propagación espacial del fuego, meteorología de incendios, incendios históricos, diseño de infraestructuras de defensa contra incendios, vigilancia y movilización, etc.). 

### El trabajo de un Analista
El trabajo del analista requiere, entre otras cosas, una liberación de las tareas de dirección del operativo de extinción y tener el suficiente de tiempo para observar el incendio. Demanda unas buenas dotes de observación, una buena visión espacial.  Requiere la participación en muchos incendios; no vale con uno o dos de poca envergadura al año. Como ya se mencionó, un colectivo que podría más fácilmente que otros adquirir esta formación son los técnicos de brigadas helitransaportadas (Quesada y otros 2007 y Quesada y otros 2008) ya que poseen la suficiente experiencia en la observación de incendios y desde el aire y fácilmente poseen la capacidad para tener la generalidad del incendio en su cabeza.
4.1.- Las competencias que debe desempeñar en cuanto a “extinción” de incendios pueden ser:
1.- Asesoramiento al Director de Extinción sobre el potencial, oportunidades y alternativas existentes. Esto libera al DE de una continua observación del incendio pudiendo centrarse en la gestión de medios. Por otra parte, en el peor de los casos puede validar las operaciones propuestas por las diferentes unidades. Así, si el jefe de seguridad, (por ej. la Guardia Civil) a la hora de establecer el corte carreteras o evacuación de viviendas puede recibir información del analista sobre superficies potenciales y planificar los trabajos de forma más segura, dado no se le supone esa capacidad.
2.- Dirección estratégica de equipos. El analista puede ejecutar actuaciones complejas como Jefe de Operaciones cuando así se organice desde el Puesto de Mando. Es por tanto habitual que las operaciones como las de contrafuegos sean ordenadas por el analista directamente en campo. 
3.- Seguimiento a diario de la campaña. El analista para ser un experto debe estar al tanto de las incidencias relacionadas con el dispositivo, servicios despachados, meteorología pasada, presente y futura, situación de los combustibles, etc., e ir relacionando todo lo anterior con los incendios que se vayan desarrollando durante la campaña, incluso los de zonas vecinas. De esta manera en aquellos dispositivos flexibles se pueden movilizar medios en función de las potencialidades. La tarea habitual de un analista pudiera ser:
- Revisión de meteo.
- Revisión de cada incendio.
- Visión de la evolución del comportamiento del fuego.
- Briefing (despacho de la situación meteorológica y de equipos) diario con los Directores de Extinción de guardia.
- Debriefing (despacho del análisis posterior y lecciones aprendidas) de cada incendio con intervinientes.
4.- Formación del personal del dispositivo. También puede mejorar en los periodos entre incendios mediante charlas, prácticas, simulacros (de campo o de despacho) la capacidad de los diferentes empleos que forman las unidades contraincendios. Será crucial aquí que estos sepan para que sirve un analista, como puede contribuir a la mejora del sistema y de que manera se puede colaborar con él para que el trabajo se optimice.

## Acciones para la extinción
Nos centramos ahora en la acción contra el fuego. Para la extinción de un incendio se tratara de romper el triángulo del fuego eliminando alguno de los componentes que intervienen en la combustión, la eliminación de alguno de ellos provocará la extinción. Aunque existe un cuarto elemento tetraedro de fuego, la reacción en cadena, la inhibición química de la llama o rotura de la reacción en cadena, no se tiene en cuenta, al hablar de incendios forestales, por no ser éste un método efectivo de extinción en este tipo de incendios.

### Eliminación del calor

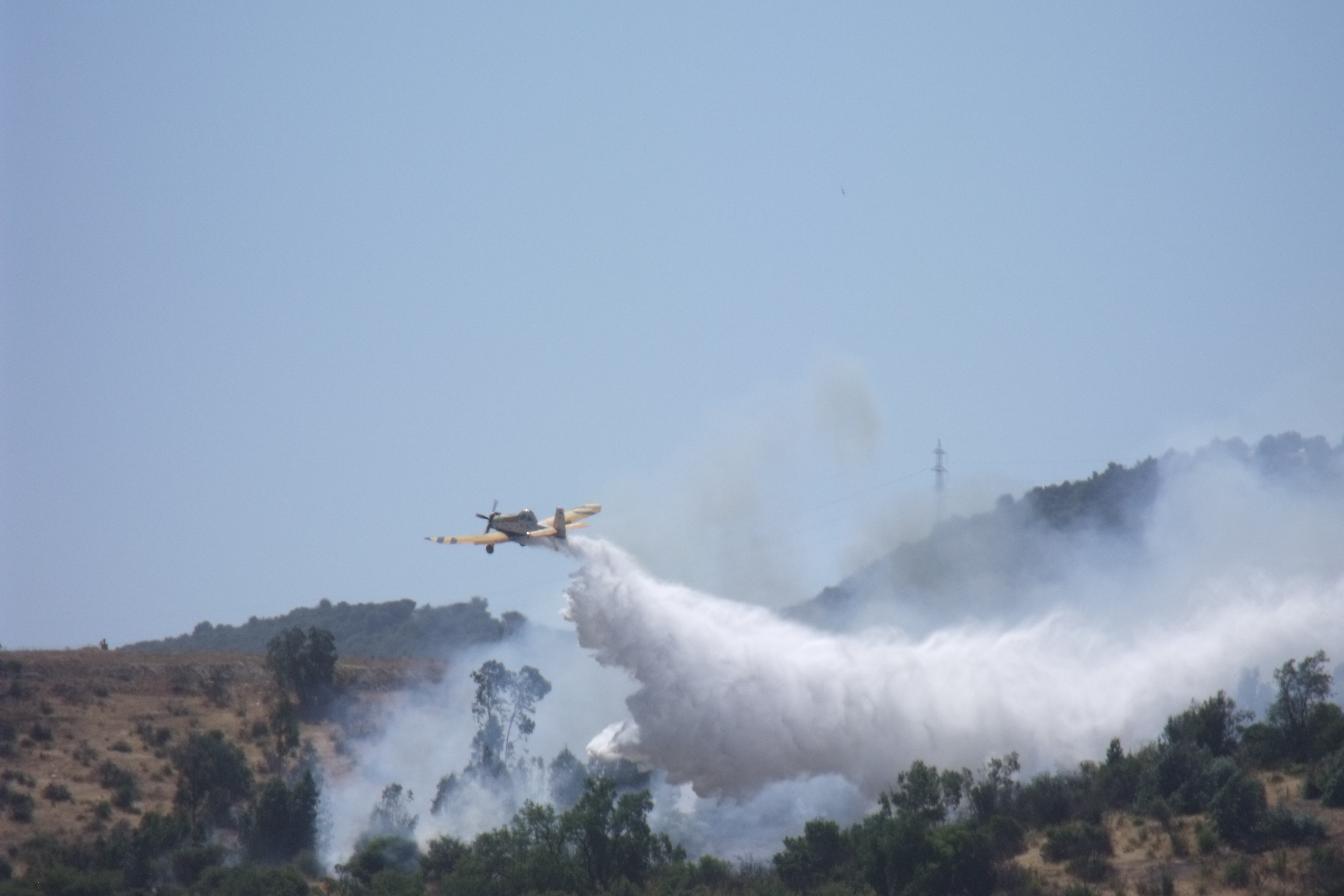
PZL-Mielec M18 Dromader

Se busca suspender la reacción exotérmica retrasando la emisión de gases inflamables, esto se consigue aplicando una serie de productos retardantes sobre el combustible.
El retardante más común es el agua que se utiliza de dos maneras:
- Arrojándola bruscamente sobre el fuego.
- Lanzándola sobre combustible que no ha ardido para aumentar el contenido de humedad.

El uso de este procedimiento depende de la disponibilidad del agua que suele ser escasa en los montes.

### Eliminación del comburente (sofocación)
Su eliminación total es imposible aunque se realiza a muy pequeña escala mediante dos procedimientos:
- Recubriendo el combustible: lanzando tierra con pala, uso de extintores, etc.
- Golpeando el combustible: batefuegos, ramas, etc.

### Eliminación del combustible

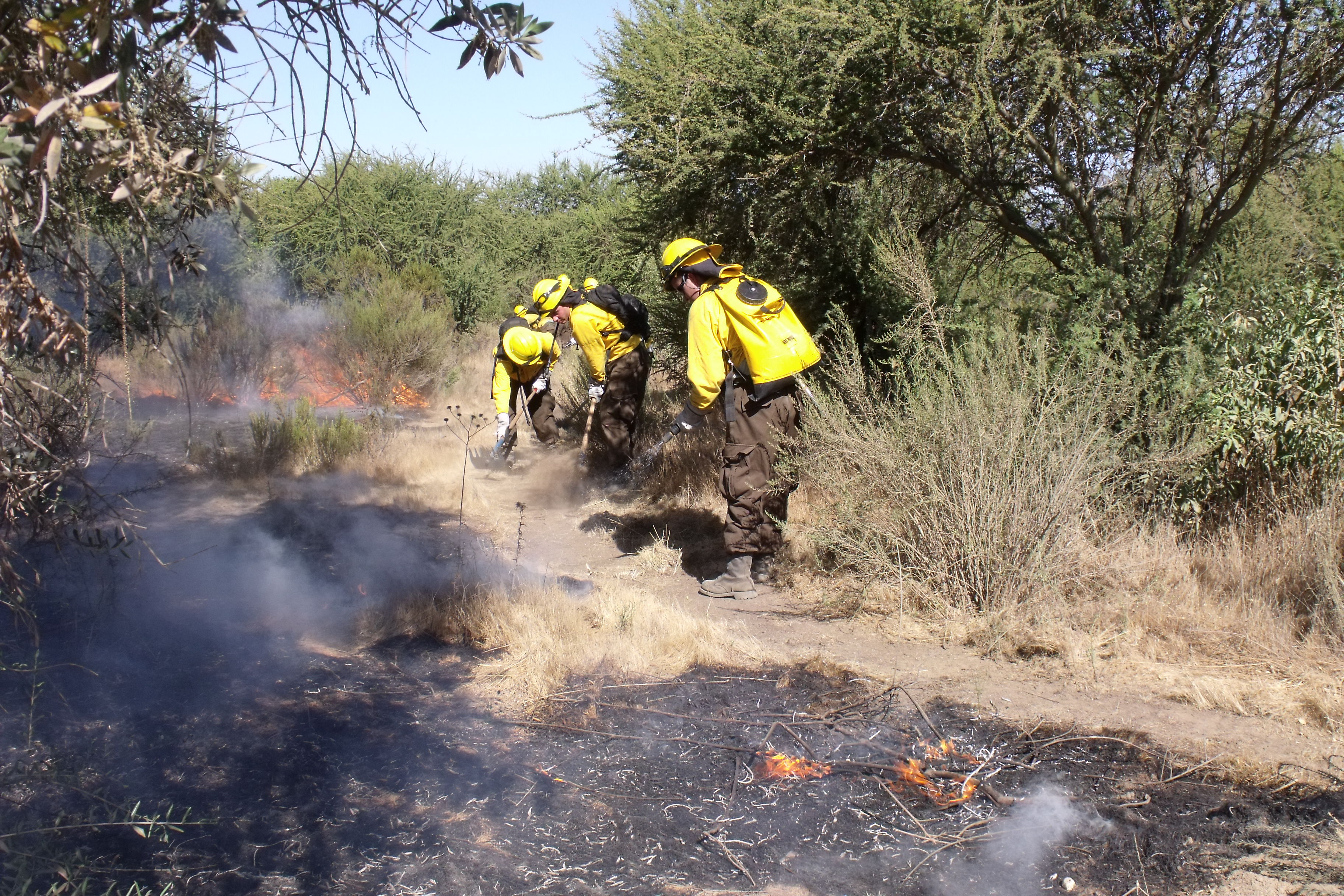
Brigadistas CONAF

Uso de líneas de defensa, y sobre estas se pueden hacer contrafuego o quema de ensanche.

### Niveles de gravedad
- Nivel 0: Puede controlarse con los medios inmediatos y no hay peligro para bienes ni personas.
- Nivel 1: Se necesitan más de 12 horas para poder ser controlados, peligran masas forestales de más de 30 ha o impacto ambiental pasajero o permanente.
- Nivel 2: Situaciones graves de riesgo de personas y bienes, cortes en carreteras, ferrocarriles, líneas eléctricas o simultanieidad de incendios de nivel 1.
- Nivel 3: Situaciones de emergencia declaradas de interés nacional.

### Estrategias de ataque

#### Ataque directo
El ataque directo a un incendio o fuego consiste en atacar el fuego en el borde o base del mismo. El ataque sobre las llamas se hará con herramientas de sofocación (batefuegos principalmente), con palas echando arena sobre las llamas, mochilas de agua (muy poco prácticas, ya que solo traen 16 litros y cuando se acaba el operario queda totalmente inutilizado), y con agua a través de las puntas de lanza de las mangueras o medios aéreos. 
Este método de trabajo es menos seguro que el indirecto pero se tiene la ventaja que se quema menos monte. Si se tiene agua suficiente y buenos accesos es el mejor, pero si se acaba el suministro de agua el personal que esté trabajando en primera línea se encontrará con una desagradable sorpresa. Las herramientas de sofocación se utilizaran si la longitud de las llamas lo permiten.
Esta estrategia se acompaña con el vertido sobre las llamas de grandes cantidades de agua, a la que a menudo se le añaden una serie de aditivos retardantes de la combustión que dificultan la propagación de las mismas (como el polifosfato de amonio), así como fertilizantes orientados a la pronta regeneración del terreno y la lucha contra la erosión.

#### Ataque indirecto
El ataque indirecto consiste en realizar una línea de defensa a una distancia de seguridad en un lugar con ventaja estratégica para ser realizado (por ejemplo: cambio de pendiente o vegetación). Esta distancia será la suficiente para trabajar con total seguridad con las herramientas manuales de corte y raspado (azadones, hachas, pulaskys o petas, mcleod, etc.) y con motosierras. En este método de trabajo lo más habitual es hacer una línea de defensa lo suficientemente ancha para que el fuego no consiga traspasarla. (ver Cortafuegos (forestal)

#### Ataque paralelo
Parecido al ataque indirecto, en que se realiza a una distancia de seguridad del incendio. Para determinar esta distancia solo se tiene en cuenta el tiempo necesario para realizar los trabajos y no que el medio sea apropiado. Es decir, que el medio es homogéneo. Se suele usar líneas de defensa reforzadas con quemas de ensanche.

### Trabajos

#### Líneas de defensa
Es la eliminación del combustible forestal hasta suelo mineral, creando así una discontinuidad al avance del fuego. Cuando se usan en ataque indirecto, debido a que su anchura, que viene determinada por la altura del combustible, suele ser insuficiente para detener por sí misma el incendio, debe ir acompañada de una quema de ensanche o un contrafuego.

#### Tendido de mangueras
La utilización de motobombas o vehículos contra incendios requiere que se realice el tendido de mangueras desde los mismos hasta un lugar adecuado para el empleo del agua en la correspondiente fase de la extinción: ataque directo o indirecto, control o liquidación. En el tendido de mangueras hay que tener en cuenta las siguientes consideraciones:
- La altura de aspiración o desnivel entre la bomba y la superficie del agua a utilizar debe ser menor de 6 m.
- En la impulsión del agua, cada 10 metros de desnivel requieren una presión adicional de 1 atmósfera.
- Existe una pérdida de carga como consecuencia de la resistencia de la manguera a la circulación del agua que es mayor cuanto mayor es la longitud, el diámetro y la rugosidad de la misma, así como la velocidad de circulación del agua.
- La presión en la lanza debe ser como mínimo de 2 atmósferas.
- La presión de la bomba tendrá que ser tal que supere a la altura de impulsión, la pérdida de carga y la presión en la lanza.

El primer tramo de manguera se tenderá desde la devanadera del vehículo, y si la longitud del mismo no es suficiente, se procederá a hacer los correspondientes empalmes, para lo cual el personal trasladará los rollos colocados en la espalda.
En la operación del tendido habrá que evitar los roces y arrastres que puedan deteriorar la manguera.

#### Contrafuego
Es la utilización de fuego para sofocar el incendio, pero no es una quema de ensanche. Es decir es el fuego promovido voluntariamente, apoyado en una línea de defensa suficientemente segura, que se propaga en dirección contraria al avance natural del incendio que se combate y que se intenta detener en la zona quemada por el contrafuego. Al chocar los frentes del incendio y del contrafuego se produce un chasquido característico producido por el brusco acercamiento de dos masas de aire. Cuando choquen el contrafuegos impedirá momentáneamente el aporte de oxígeno, debilitando al incendio, y además el incendio deberá quemar el combustible ya quemado para seguir activo.

#### Quema de ensanche
Se utiliza principalmente con el ataque paralelo. La finalidad es reforzar las líneas de defensa al quemar el combustible situado entre la línea de defensa y el incendio.

## Unidades intervinientes
Los medios de extinción se dividen, tradicionalmente, entre medios terrestres y medios aéreos.

### Medios terrestres
Los medios terrestres se organizan tradicionalmente en Brigadas, grupos organizados de alrededor de una decena de bomberos forestales y agentes forestales, que se caracterizan por conocer de primera mano la demarcación que les corresponde preservar. 
Los medios aéreos están formados por aviones anfibios (llamados a veces hidroaviones) y helicópteros preparados para la realización de tareas de extinción. 
Generalmente a bordo de los helicópteros se desplaza una brigada helitransportada. Este tipo de unidad está especializada en realizar un primer ataque y contención del incendio forestal hasta la llegada de medios terrestres.
Por su parte las brigadas terrestres tienen como objetivo el control del incendio y su posterior extinción. 
Las brigadas  forestales reciben tantos nombres como diferentes son las administraciones en las que prestan su servicio: Retenes contra incendios, Brigadas de Emergencia, Cuadrillas forestales, etcétera. Los Agentes forestales son funcionarios altamente cualificados y con una gran preparación teórico-práctica, física y psicológica. Están preparados para el combate de los incendios forestales, dominando materias como cartografía, orientación, conocimiento del terreno, de la meteorología, técnicas de montaña, manejo de comunicaciones, conceptos de hidráulica para el manejo de bombas, coordinación con medios aéreos, gestión de un equipo de extinción en situación de emergencia  etcétera. Los brigadistas son profesionales capacitados para el manejo de herramientas manuales y mecánicas, como azadas y motosierras para hacer lineas de agua, y de tendidos de manguera para hacer lineas de agua para la extinción de incendios.

#### Maquinaria pesada
Por un lado tenemos las máquinas que lanzan agua (autobombas) y por otro la maquinaria pesada propiamente dicha que retira combustible (bulldozers). Mucho sobre maquinaria pesada (bulldozers y similar) puede verse en Incendios Forestales: Fundamentos, Lecciones Aprendidas y Retos de Futuro. Editorial AIFEMA, Granada (Spain), 256 p. ISBN 978-84-613-7860-9

##### Motobombas
Motobombas y vehículos contra incendios
Para facilitar el empleo del agua, por medios terrestres, en la extinción de los incendios se utilizan grupos motobomba o vehículos contra incendios que sirven para llevar el agua hasta las proximidades del fuego y lanzarla a presión a través de mangueras sobre el mismo o en zonas cercanas, bien sola o combinada con productos retardantes.
Grupos motobomba: son máquinas transportables con un armazón que aloja un motor de explosión de dos tiempos y los elementos de aspiración e impulsión de agua. La motobomba deber instalarse próxima a algún depósito, cisterna, pantaneta, canal de agua, etc., desde donde se tomará el agua.

##### Vehículos contra incendios
Para los incendios forestales se utilizan vehículos con bastidor del tipo "todoterreno", provistos de cisterna para el almacenamiento de agua de capacidad entre 600 y 3500 litros, y una bomba centrífuga accionada por el motor del vehículo, para el llenado de la cisterna o el lanzamiento del agua de la misma.
Estos vehículos se suelen clasificar, según su capacidad de agua, en ligeros y pesados:
- Vehículos ultraligeros: de 100 a 500 L de agua. Autobomba
- Vehículos ligeros: de 600 a 2000 L de agua.
- Vehículos pesados: de 3000 a 3500 L de agua.

En los últimos años se están desarrollando prototipos de mayor capacidad e incluso vehículos de cadenas, tipo carro de combate, con capacidad de unos 13 000 L de agua.

#### Maquinaria liviana, herramientas
Las principales herramientas manuales utilizadas por el personal en la extinción, que se describen seguidamente, deben ser conforme a la normalización del material establecida por el CLIF (Comité Lucha Contra Incendios Forestales) donde participan las Comunidades autónomas y la administración del Estado, Ministerio de Medio Ambiente, Medio Rural y Marino.
- El batefuegos es una herramienta destinada a apagar el fuego por sofocación (desplazamiento del aire), consistente en un mango o astil metálico o de madera, terminado en una pala elástica de goma. Mide 2 m de longitud, y su ancho máximo es 3 dm, su peso es de unos 2,5 kg. Se la utiliza para ataque directo sobre frente débiles, incipientes, o de combustibles ligeros. Se puede utilizar también en operaciones de ataque indirecto como ser apoyo en quemas de ampliación de "líneas de defensa", quemas prescritas, contrafuegos, control de focos secundarios y operaciones de remate.

- La pala es una herramienta compuesta de una placa acerada, ligeramente cóncava, de forma ojival, con filo en su contorno lateral y ojo en su zona posterior para enastarla en un mango de madera. Mide aproximadamente 13 dm de longitud y su ancho total es de 2 dm, siendo su peso de unos 2 kg. Se la utiliza para ataque directo, lanzando tierra sobre llamas o brasas para la extinción por sofocación. En operaciones de ataque indirecto sirve para la apertura y ampliación de líneas de defensa para la eliminación hasta el suelo mineral del combustible por excavado, raspado y tronchado del mismo; quemas prescritas, contrafuegos, control de focos secundarios y operaciones de remate: muy útil para mezclar tierra y brasas con agua suministrada por extintores de mochila, y preparación de puntos de agua.

- El extintor de explosión, actualmente denominado MULTIEXTINTOR FORESTAL con un peso total aproximado de 5 kg, está compuesto por un contenedor polímero con líquido ignifugante (una mezcla de agua con retardante químico), y en su interior aloja una cánula que contiene 8 gr de un artefacto pirotécnico catalogado unido a una mecha rápida externa, de unos 1,5 metros de longitud, que al contacto con el fuego crea una burbuja carente de oxígeno donde se nebuliza el líquido extinguidor sobre un radio de unos 5 metros.

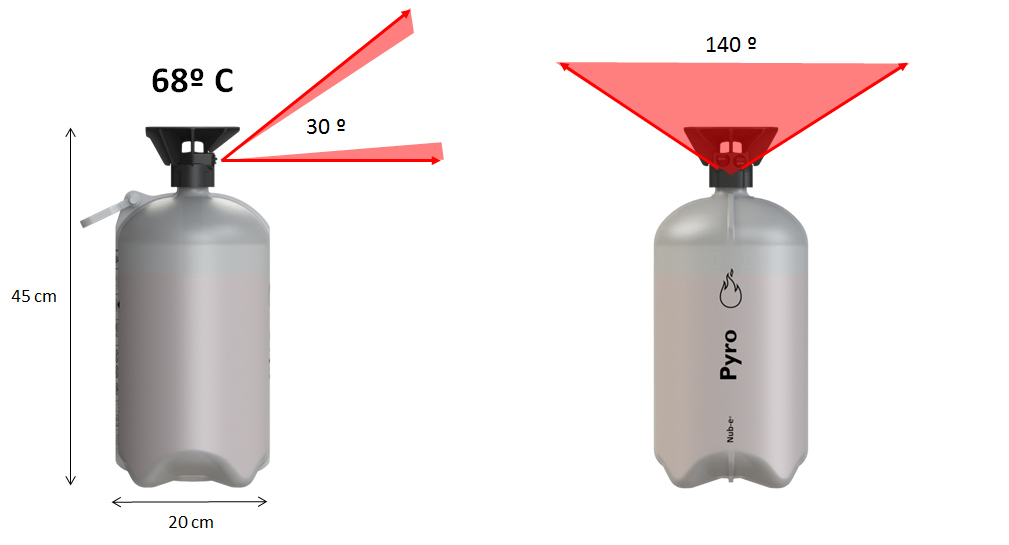
Funcionamiento del Extintor forestal

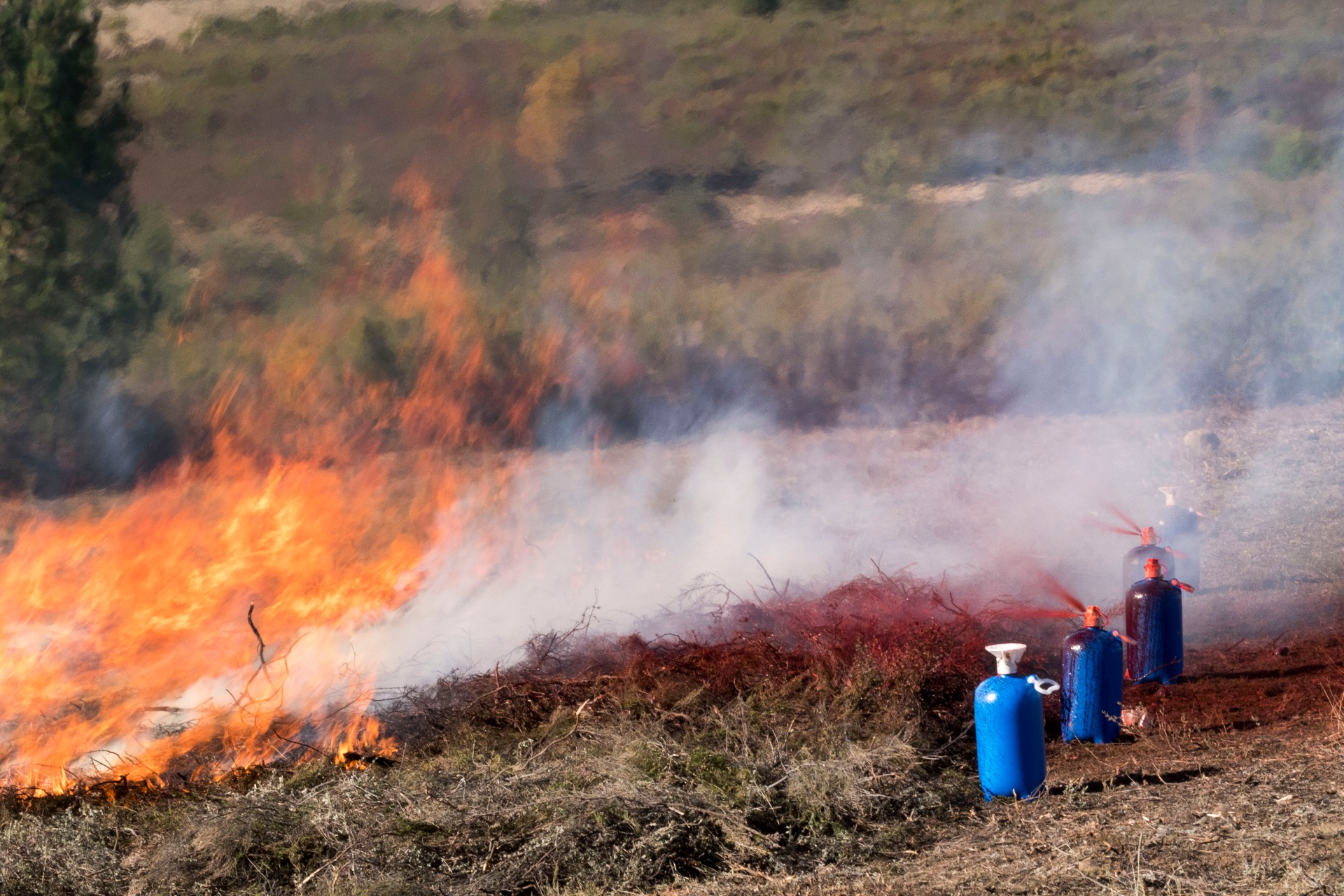
Activación por temperatura del Extintor forestal

- El extintor forestal es una nueva herramienta de extinción de incendios forestales diseñado para activarse por temperatura instantes antes de la llegada del fuego, momento en que pulveriza automáticamente un agente extintor sobre la vegetación. Este equipo dispone de una válvula mecánica y por tanto no emplea explosivos en su funcionamiento. Sus características técnicas son: Temperatura de activación 68 °C, 6,5 Litros de retardante de largo plazo, Ratio de mezcla 1:1, Descarga completa en 35 seg, Área de aplicación 12m^2 (3,25 m x 3,25m), Altura 1,5 m, Presión de trabajo 4 bar, Dimensiones y peso 45 x 20 cm - 8 kg.[7]

- La antorcha de goteo es una herramienta que permite efectuar la ignición sobre combustibles secos. El depósito se recarga con una mezcla de 2/3 gasoil y 1/3 gasolina. Existen en el mercado de diferentes capacidades, van desde 0,65 a 5 litros.

- El hacha-azada (Pulaski) es una herramienta compuesta de una placa acerada con dos filos opuestos en planos perpendiculares, y un ojo central para enastarla en un mango de madera. Mide unos 9 dm de longitud su ancho es de unos 8 cm y su peso de unos 2 kg. Se la utiliza en ataque directo para aportar tierra suelta por excavación para ser lanzada con pala sobre llamas o brasas para la extinción por sofocación. En ataque indirecto permite abrir y ampliar líneas de defensa por corte, apeo y descuaje del combustible o eliminación del mismo por excavado y raspado hasta el suelo mineral; quemas prescritas, contrafuegos, control de focos secundarios, operaciones de remate y preparación de puntos de agua.

- El rastrillo-azada (Mc Leod), herramienta compuesta de una placa plana de acero estampado, con 6 dientes gruesos en un lado y corte en el opuesto, y provista de un casquillo de acero en su parte central, para enastar perpendicularmente a un mango de madera.

- Dimensiones y peso
  - Longitud total: 1.240 + 10 mm
  - Ancho: 275 + 5 mm
  - Peso: 2,2 + 0,2 kg

- Utilización
  - En ataque directo: dispersión del combustible cuando no hay llamas en el borde del incendio que se está atacando.
  - En ataque indirecto: ampliación y consolidación de "líneas de defensa", por corte y rastrillado de combustibles ligeros y raspado hasta el suelo mineral; quemas prescritas, contrafuegos, control de focos secundarios y operaciones de remate.

- El extintor de mochila: aparato aplicador de agua en chorro lleno o pulverización, constando de un depósito de transporte dorsal, latiguillo de conexión y bomba (lanza) de accionamiento manual.

- Dimensiones y peso
  - Altura total: 610 mm
  - Longitud: 440 mm
  - Ancho: 200 mm

- Utilización
  - El ataque directo sobre frentes débiles, incipientes, o de combustibles ligeros.
  - El ataque indirecto: en operaciones de apoyo en quemas de ampliación de "líneas de defensa", quemas prescritas, contrafuegos, control de focos secundarios y operaciones de remate. El agente básico extintor es el agua y aditivos retardantes.

- La mochila de extinción a presión "LADO" es una mochila extintora totalmente ergonómica, compacta y de bajo peso diseñada para permitir una gran movilidad al personal de extinción en entornos forestales. Reduce la fatiga durante el trabajo, incrementando de forma sustancial el rendimiento y la seguridad del operativo de extinción en entornos exigentes. Su depósito de 9 litros, trabaja con el agente extintor presurizado y se aplica mediante pistola de pulverización de acción continua.[8]

- La motosierra  es una máquina compuesta por un conjunto motor que mediante un sistema de embrague y transmisión pone en movimiento a una cadena cortante que se desliza por una guía y espada de longitud variable, según el tipo de árbol a apear. Para la extinción de incendios suelen destinarse motosierras ligeras de 4 o 5 kg de peso. Se emplea en la construcción de "línea de defensa" para el apeo de árboles y corte de ramas y matorral grueso.

- La motodesbrozadora  consta de un motor de dos tiempos unido por un tubo portaherramientas metálico al elemento de corte que suele ser un disco intercambiable, con un número variable de dientes o cuchillas, según el tipo de vegetación a cortar. Para su manejo dispone de un manillar con empuñadura ajustable y un arnés de enganche para colgarla de los hombros del operario. Su utilización es adecuada en la construcción de "líneas de defensa" para la eliminación de arbolillos, arbustos y matas leñosas.

Elementos complementarios
En general, tanto los grupos moto bombas como los vehículos contra incendios han de disponer
como elementos complementarios de los siguientes:
- Mangotes, son tubos de gran diámetro (100/110 mm) que sirven para aspirar el agua por la bomba: deben ir provistos en su extremo de una alcachofa.
- Mangueras, son tubos flexibles que permiten llevar el agua canalizada desde la cisterna o

motobomba hasta la lanza; suelen utilizarse según su diámetro interior tres tipos:
- De 25 mm de diámetro en tramos de 20 m
- De 45 mm en tramos de 15 m
- De 70 mm en tramos de 15 m

- Lanza, dispositivo metálico que se coloca en el extremo de la manguera para dirigir el

agua, en forma de chorro o pulverizada y que alcance cierta distancia, disponiendo para
ello de una válvula que regula su apertura.
- Racores, son piezas metálicas diseñadas para efectuar de forma rápida la unión entre mangueras o mangueras y lanzas.
- Bifurcaciones y derivaciones, materiales especiales que permiten hacer ramificaciones en los tendidos de mangueras para optimizar el uso de las mismas.

### Medios aéreos
Desde mediados del siglo pasado en Estados Unidos, se comenzaron a utilizar medios aéreos en la lucha contra los incendios forestales. Este hecho marcó un antes y un después en la lucha contra el fuego. La gran capacidad extintora de los medios aéreos en cualquier punto del incendio por inaccesible que estuviere, unido a la versatilidad que presentan para transportar dotaciones humanas y materiales hicieron de los medios aéreos una herramienta ineludible en la lucha contra el fuego.
En la actualidad su uso se ha extendido por todos los rincones del mundo. Un uso particular es el de los bomberos paracaidistas que existen en gran número en USA. 

#### Aparatos de ala rotativa (helicópteros)
Dentro de los aparatos de ala rotativa, existen muchos modelos, dedicándose a diferentes aplicaciones, como son:
Observación y vigilancia: para estas tareas se utilizan aparatos muy pequeños, tipo BELL - 47, con capacidad para un solo pasajero. Tiene la ventaja de su gran maniobrabilidad, ya que puede tomar tierra, casi, en cualquier parte.
Actualmente suelen ir equipados con cámaras de vídeo, infrarrojos y GPS, para poder determinar focos, perímetros, y como ayuda para determinar el envío de aviones anfibios al incendio.
Extinción de incendios: estos aparatos disponen de dos sistemas para el transporte del agua; el helibalde y el depósito ventral, que mediante un mangote de aspiración colgante, carga el depósito.
Cada sistema tiene sus ventajas e inconvenientes, siendo desventaja más importante del depósito ventral, su peso, y la del helibalde, la desestabilización del vuelo del helicóptero.
Sus ventajas son, la de poder descargar el agua en cualquier parte, excepto en los focos más virulentos del incendio.
Transporte del personal: este medio se puede utilizar, para el transporte de las brigadas forestales, desde sus zonas hasta el lugar del incendio, de manera que brigadas que tardarían 2 horas en llegar al incendio, utilizando el helicóptero, para sus transporte tardarían 1/2 hora.

#### Aparatos de ala fija (aviones)
Entre estos aparatos podemos encontrar, el Douglas DC-6 y el Lockheed Hércules, estos son aviones de carga que han sido acondicionados para ser utilizados en las tareas de extinción de incendios. La carga de esos aparatos oscila entre los 7.500 y los 12.000 L. Luego podemos encontrar el Air-tractor, Turbo Truch, el PZL-Dromader y el Grumman, estos son aviones de menor carga entre 1.500 L y 3.500 L. Su radio de acción debe ser de 30-40 km. Estos aparatos tienen la posibilidad de lanzar mezcla retardante. Estos como los de gran capacidad deben de cargar en tierra, por lo que necesitan una infraestructura de pistas de aterrizaje.
Luego tenemos los llamados anfibios, como el Canadair CL-215, el Bombardier CL-415 y el AT anfibio, estos al contrario de los anteriores fueron diseñados desde su origen para la extinción de incendios forestales. Tienen la ventaja de poder llenar las cisternas mediante el deslizamiento sobre una superficie líquida. Al ser aviones anfibios pueden cargar agua tanto en un aeropuerto como en ríos, lagos, embalses o puertos. Los Canadair disponen de un depósito de retardante de espumógeno y un mezclador en su interior.
Las principales misiones que llevan a cabo los aparatos los medios aéreos de ala fija suelen ser los siguientes:
- Misiones de vigilancia:

El avión es una herramienta, que ofrece muchas posibilidades, a la hora de realizar misiones de vigilancia, al constituirse en un punto de observación de enormes extensiones. Además se eliminan las zonas ocultas, no visibles desde los puestos fijos como son las torretas de vigilancia.
El uso de este medio suele ser variable en frecuencia, dependiendo del riesgo existente: en caso de detectar un incendio da una información exacta sobre su situación, características y evolución.
Una de las inconveniencias que presenta su uso es la discontinuidad en la vigilancia, ya que si se produce un incendio entre dos pasadas consecutivas, este no será detectado con suficiente celeridad.
Otro inconveniente es la necesidad de disponer de enlace en tierra y de suficientes pistas de aterrizaje.
Siempre que sea posible, un técnico experto en comportamiento de incendios forestales debe acompañar al piloto para valorar la peligrosidad de los incendios descubiertos.
- Misiones de extinción:

Las posibilidades, como medio de extinción, que presentan los medios aéreos son múltiples:
Descargas de agua o retardante en puntos peligrosos para los equipos de tierra.
Combate de focos secundarios.
Actuación en coordinación con los medios terrestres.
Lanzamiento de agua, con el fin de refrescas las zonas en las que trabajan los medios terrestres (brigadas forestales).
Aparte de las aplicaciones del avión para la extinción directa, también se puede utilizar en ataque indirecto, lanzando productos retardantes, en las zonas sin quemar, para formar una barrera que detenga la marcha o avance del incendio. Por supuesto, esto siempre en coordinación con los medios terrestres.

## Prevención de Riesgos Laborales
En el marco de la extinción de incendios, la evaluación de riesgos laborales es una de las primeras acciones a considerar dados los altos riesgos para la seguridad de los trabajadores que implica esta actividad.